# Arquidiocese de Florencia
A Arquidiocese de Florencia (Archidiœcesis Florentiæ) é uma circunscrição eclesiástica da Igreja Católica situada em Florencia, Colômbia. Seu atual arcebispo é Omar de Jesús Mejía Giraldo. Sua Sé é a Catedral Nossa Senhora de Lurdes de Florencia.
Possui 33 paróquias servidas por 57 padres, contando com 298880 habitantes, com 87% da população jurisdicionada batizada.

## História
O vicariato apostólico de Florencia foi erigido em 8 de fevereiro de 1951 pela bula Quo efficacius do Papa Pio XII, recebendo o território do vicariato apostólico de Caquetá (atual diocese de Mocoa-Sibundoy).
Em 9 de dezembro de 1985 cedeu uma parte do seu território em vantagem da ereção do vicariato apostólico de San Vicente-Puerto Leguízamo (hoje diocese de San Vicente del Caguán) e ao mesmo tempo, o vicariato apostólico de Florencia foi elevado a diocese pela bula Quo expeditius do Papa João Paulo II. A diocese era sufragânea da arquidiocese de Ibagué.
Em 13 de julho de 2019 a diocese foi elevada à arquidiocese metropolitana.

## Prelados
|            | Nome                             | Período    | Notas                               |
| Arcebispos | Arcebispos                       | Arcebispos | Arcebispos                          |
| ---------- | -------------------------------- | ---------- | ----------------------------------- |
| 1º         | Omar de Jesús Mejía Giraldo      | 2019-atual |                                     |
| Bispos     |                                  |            |                                     |
| 6º         | Omar de Jesús Mejía Giraldo      | 2013-2019  |                                     |
| 5º         | Jorge Alberto Ossa Soto          | 2003-2011  | Nomeado Bispo de Santa Rosa de Osos |
| 4º         | Fabián Marulanda López           | 1989-2002  |                                     |
| 3º         | José Luis Serna Alzate, I.M.C. † | 1978-1989  | Nomeado Bispo de Líbano-Honda       |
| 2º         | Angelo Cuniberti, I.M.C. †       | 1961-1978  |                                     |
| 1º         | Antonio Torasso, I.M.C. †        | 1952-1960  |                                     |